# Bolonhus
Et bolonhus (Batak Toba: Rumah Bolon) er et traditionelt hus i det nordlige Sumatra i Indonesien. Bolon-huse er også rejsemål for turister i det nordlige Sumatra. Bolonhuse er lavet af træ. Husets gulv er lavet med brædder. Taget er lavet med rumbia blade. Bolon-huse har ingen individuelle rum, men rummet indenfor er opdelt. 